# M18 (САУ)
M18 Hellcat, 76-мм самоходная пушка M18, «Хеллкэт» (англ. 76 mm Gun Motor Carriage M18, Hellcat) — самоходная артиллерийская установка (согласно официальной американской классификации — «истребитель танков») США времён Второй мировой войны класса противотанковых САУ, с уменьшенной броневой защитой, но высокой подвижностью.
В отличие от большинства САУ того времени, создана на специальном шасси, а не на базе танка. За время серийного производства с июля 1943 по октябрь 1944 года фирмой General Motors Buick Division было выпущено 2 507 истребителей танков M18 по цене 57 500 долларов за единицу. Во Второй мировой войне M18 активно использовалась войсками США в 1944—1945 годах в боях в Италии и Северо-Западной Европе. После окончания войны эта САУ вскоре была снята с вооружения в США, однако продавалась впоследствии в другие страны, в некоторых из которых она, по состоянию на 2007 год, всё ещё оставалась на вооружении.

## История
В начале войны американские военные сильно тяготели к созданию легкого высокомобильного истребителя танков. 2 декабря 1941 года отдел G-3 в Генштабе направил отделу G-4 памятную записку с рекомендацией разработать истребитель танков с 37-мм пушкой и подвеской Кристи. Исходя из этой концепции, 8 декабря 1941 года Управлением артиллерийско-технической службы Армии США было рекомендовано разработать истребитель танков с высокой скоростью, установленным двигателем Wright Continental R-975, подвеску Кристи и 37-мм пушку. «Бьюик», отделению корпорации General Motors, было поручено изготовить две пилотные модели.

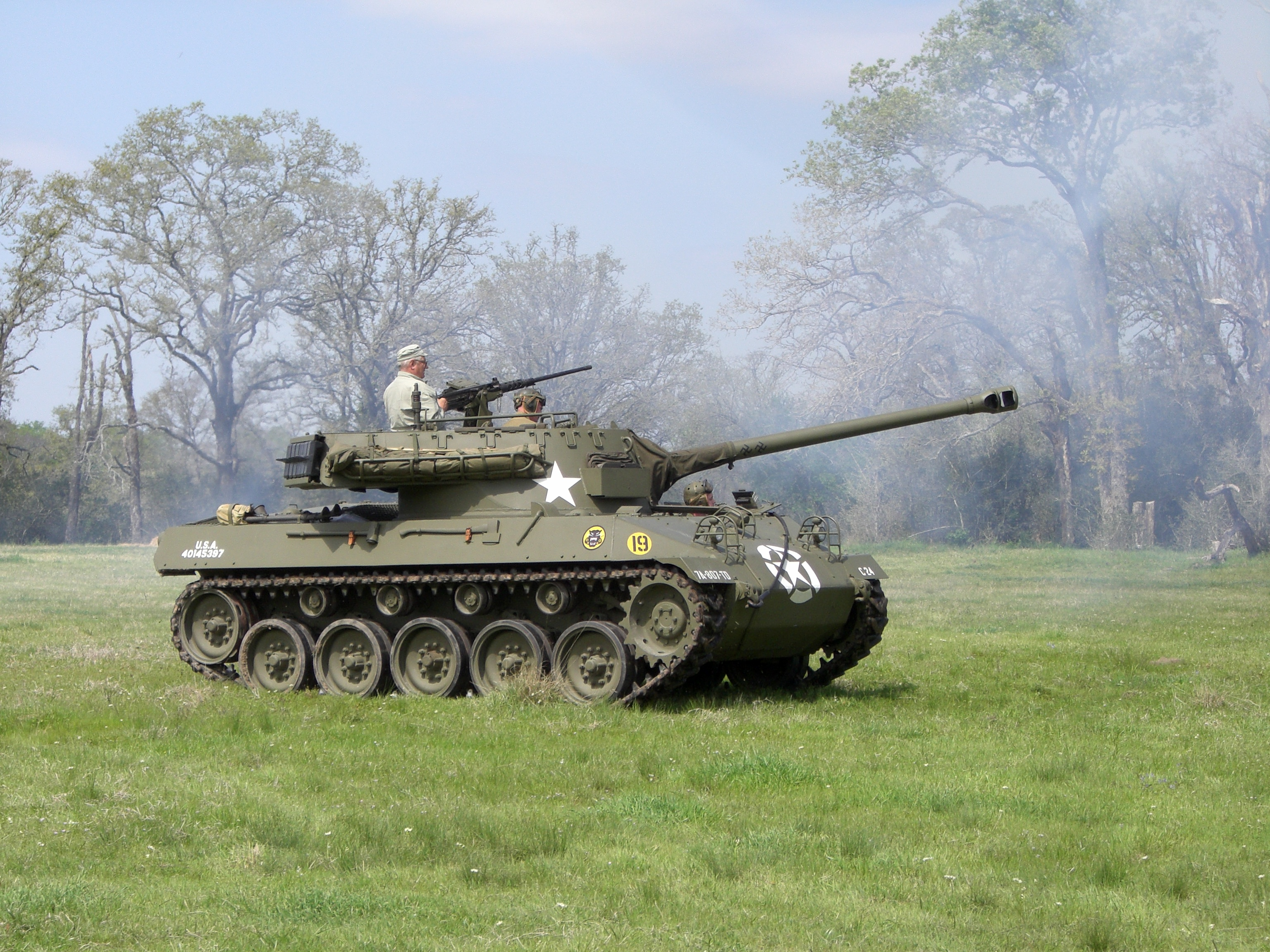
САУ M18 «Hellcat»

Весной 1942 года Управлением артиллерийско-технической службы Армии США, основываясь на проведенном анализе опыта боевых действий войск Великобритании в Северной Африке, был сделан вывод о необходимости установки на разрабатываемый истребитель танков более мощной 57-мм пушки. 1 апреля 1942 года было принято решение заменить 37-мм пушку М3 на британскую 57-мм пушку. 18 апреля 1942 года было принято решение изготовить два прототипа, получивших обозначение Т49 Gun Motor Carriage. Будущие машины должны были иметь высокую мобильность при весе около 12 тонн, скорость 50 миль/час, экипаж из 5 человек, толщину брони башни, лба и борта ⅞  дюйма (2,22 см), днища и крыши — ⅜  дюйма (0,95 см). В середине 1942 «Buick» изготовил первый прототип — T49 GMC. В июле 1942 начались его испытания на полигоне в Абердине. В ходе испытаний было установлено, что Т49 не мог развить нужную скорость, но подвеска Кристи хорошо показала себя при езде на пересечённой местности. В декабре 1942 все работы над прототипом T49 были свёрнуты. Танкоистребительное управление затребовало у Управления артиллерийско-технической службы установку на втором прототипе более мощной 75-мм пушки, созданной для танков M4 Шерман.

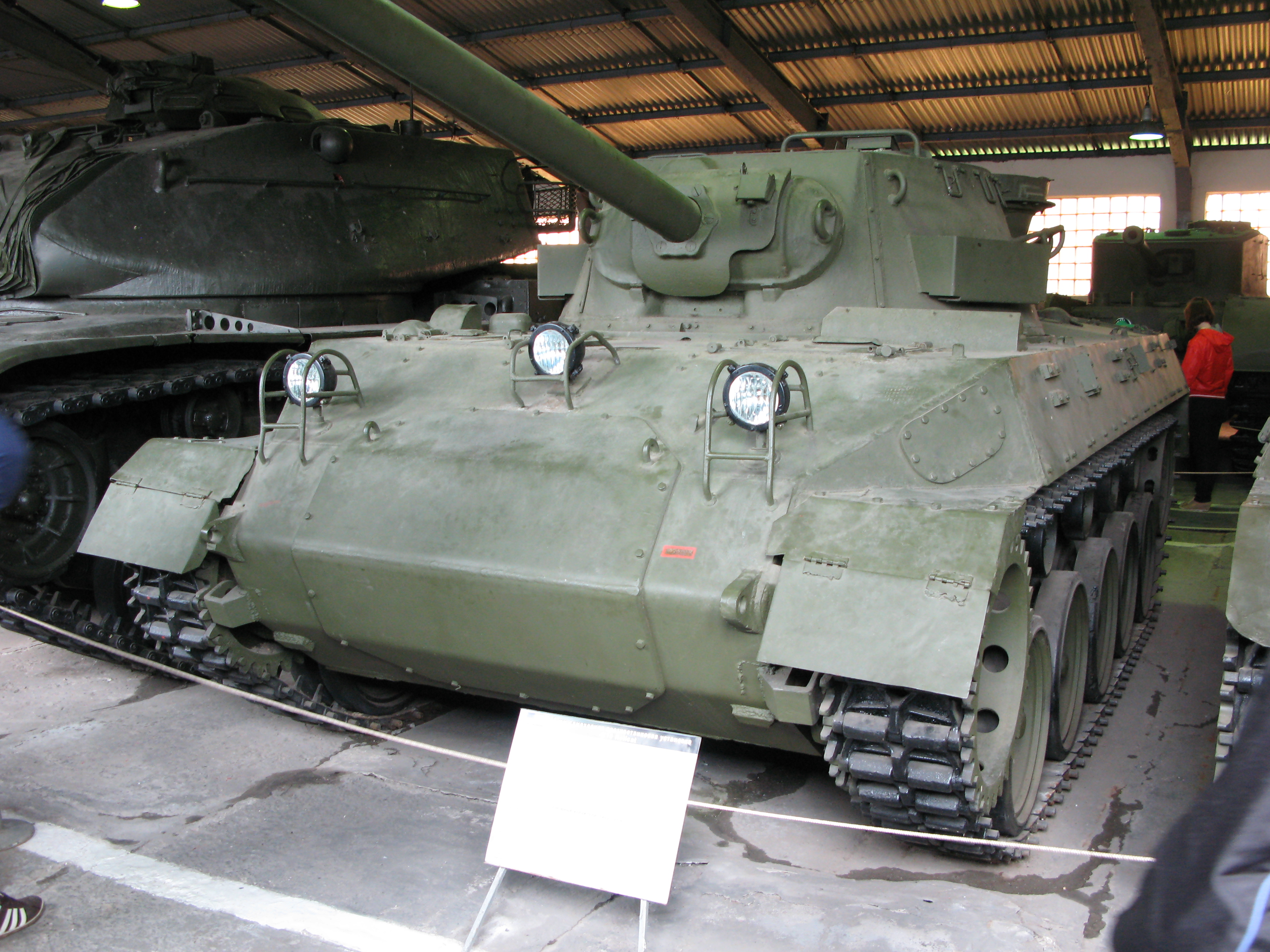
САУ M18 «Hellcat» в Бронетанковом музее в Кубинке

Конструкторы приступили к созданию второго прототипа, названного T67 GMC. Для установки 75-мм орудия решили позаимствовать у T35 GMC башню круглой формы с открытым верхом. Лобовую часть машины переделали убрав курсовой пулемёт. Лобовую броню довели до 1 дюйма (2,54 см), днище и верхние горизонтальные поверхности сделали толще, а борта и корму — тоньше. Результаты проведенных в ноябре 1942  на полигоне в Абердине испытаний T67 GMC были признаны удовлетворительными с учётом необходимости перехода на торсионную подвеску и замены силовой установки на более мощную. Первый и второй прототипы оснащались двумя карбюраторными двигателями «Buick» объёмом 330 куб. дюймов (5408 см3) с суммарной мощностью 330 л/с; с использованием трёхскоростной трансмиссии T67 GMC развивал скорость до 51 мили в час. T67 GMC был рекомендован к стандартизации, однако Танкоистребительное управление вновь приняло решение о замене 75-мм пушки на новое 76 мм орудие М1 разработанное для танка М4 Шерман, отличавшееся лучшими бронебойными характеристиками, что для истребителя танков было определяющим критерием.
Прототипы Т49 и Т67 имели одинаковые размеры — 17 футов и 10½ дюйма (5 м 45 см) в длину, 8 футов и 9¾ дюйма (2 м 69 см) в ширину, 7 футов и ¼ дюйма (2 м 14 см) в высоту. В небоевом положении они весили 16 тонн. Подвеска состояла из 5 опорных катков на пружинных амортизаторах свечного типа. Гусеница имела ширину 12 дюймов (30,48 см) и шаг 5{\displaystyle {}^{3}/{}_{32}} дюйма (12,94 см), поддерживалась двумя роликами. В январе 1943 «General Motors» получил заказ на создание шести пилотных машин новой модификации названной T70 GMC. Весной 1943 появился первый прототип. На новой машине вместо спаренного двигателя Buick поставили радиальный Continental R-975-C1.
Для достижения лучшего баланса трансмиссия 900T Torqmatic была перенесена вперёд, от подвески Кристи отказались в пользу индивидуальных торсионов. Ведущее колесо имело 31 зуб, а два первых и последних опорных катка оснащались амортизаторами. Чтобы при движении по пересечённой местности не ослабевало натяжение гусеницы, конструкторы снабдили ведущие и направляющие катки компенсаторами. Позднее только передний каток имел компенсатор натяжения гусеницы.
Оригинальным техническим решением была установка трансмиссии и двигателя на специальные рельсы, по которым они могли легко выкатываться в случае ремонта или демонтажа. Корпус и башня собирались из катаной гомогенной брони, лоб башни литой. Соединение брони — сварное. В открытой сварной башне установили 76 мм пушку, причём особенность крепления спровоцировала выступ на борту башни. Позднее пушку сместили вправо и выступ устранили. Army Service Force не дожидаясь испытаний 7 января 1943 заказал 1000 машин. T70 GMC прошли испытания в Италии и в феврале 1944 стандартизировали как M18 Gun Motor Carriage, а неофициально называли «Hellcat».

## Производство
| Год   | Производитель | 1     | 2     | 3     | 4     | 5     | 6     | 7     | 8     | 9     | 10    | 11    | 12    | Всего |
| ----- | ------------- | ----- | ----- | ----- | ----- | ----- | ----- | ----- | ----- | ----- | ----- | ----- | ----- | ----- |
| 1943  | Buick         |       |       |       |       |       |       | 6     | 83    | 112   | 150   | 267   | 194   | 812   |
| 1944  | Buick         | 250   | 218   | 170   | 150   | 150   | 150   | 150   | 150   | 150   | 157   |       |       | 1695  |
| Всего | Всего         | Всего | Всего | Всего | Всего | Всего | Всего | Всего | Всего | Всего | Всего | Всего | Всего | 2507  |

### Доктрина применения
Армия США в начале Второй мировой войны имела собственный взгляд на назначение танков и истребителей танков (tank destroyers), что объясняет нестыковку с советским определением «истребителя танков» и немецкими Jagdpanzer: считалось, что каждая из сторон будет иметь инициативу в применении бронетехники и будет избегать непосредственных столкновений между бронетанковыми силами; поэтому танки будут в основном действовать в поддержке наступательных операций, в то время как машины типа tank destroyer будут выдвигаться на перехват танковых клиньев противника, а потому мобильность для них являлась критической.
Также испытания проходил вариант с башней от М36 Slugger и с пушкой 90 мм.

## Модификации и машины на базе

### США
- M39 Armored Utility Vechicle - серийный бронетранспортёр на базе M18
- T41 Prime Mover - M18 переоборудованный в тягач для 3-х дюймовой пушки M5
- T41E1 - командно-штабная машина на базе M18
- 105 mm Howitzer Motor Carriage T88 - самоходная гаубица, стандартная пушка заменена на гаубицу T12
- 90-мм Gun Motor Carriage M18 - модификация с башней от M36
- 76 mm Gun Motor Carriage T86 (Amphibious) -вариант для преодоления водных преград
- 105 mm Howitzer Motor Carriage T87 (Amphibious) - вариант T88 для преодоления водных преград
- T65 - огнемётный танк на базе M18

### Другие страны
- M18 была установлена на сербском бронепоезде Крајина експрес
- M64 - китайский легкий танк, представляющий собой шасси от M42 Duster и башню от M18
- M18A2 - хорватская модификация САУ.
- Башня от M18 на шасси Т-55

## На вооружении
- СССР — в феврале 1944 года было поставлено для изучения 5 Т70 выпуска ноября 1943 года. От дальнейших заказов ГАБТУ отказалось.
- Великобритания — 2 машины в 1943 году.
- КНДР — около 14 M18, захваченных во время войны в Корее.
- США — сняты с вооружения
- Республика Корея — 8 M18, по состоянию на 2007 год[3]
- Венесуэла — 75 M18, по состоянию на 2007 год[4]
- Югославия — в 1951—1958 гг. по программе военной помощи были получены 240 шт. M18[5], по состоянию на 2007 год, имелось 85 M18
- Хорватия — несколько десятков бывших югославских М18 были захвачены на базах хранения в сентябре — декабре 1991 и поступили на вооружение хорватской армии, в 1998—2000 годы оставшиеся САУ этого типа были сняты с вооружения и переданы на базы хранения[источник не указан 3288 дней].